# Diócesis de Naviraí
La diócesis de Naviraí (en latín: Dioecesis Naviraien(sis) y en portugués: Diocese de Naviraí) es una circunscripción eclesiástica latina de la Iglesia católica en Brasil, sufragánea de la arquidiócesis de Campo Grande. La diócesis tiene al obispo Ettore Dotti, C.S.F. como su ordinario desde el 1 de junio de 2011. 

## Territorio y organización
La diócesis tiene 35 138 km² y extiende su jurisdicción sobre los fieles católicos de rito latino residentes en 19 municipios del estado de Mato Grosso del Sur: Naviraí, Anaurilândia, Angélica, Bataguassu, Batayporã, Eldorado, Iguatemi, Itaquiraí, Ivinhema, Japorã, Jateí, Juti, Mundo Novo, Nova Andradina, Novo Horizonte do Sul, Paranhos, Sete Quedas, Tacuru y Taquarussu.
La sede de la diócesis se encuentra en la ciudad de Naviraí, en donde se halla la Catedral de Nuestra Señora de Fátima.
En 2019 en la diócesis existían 20 parroquias agrupadas en 4 foranías: Ivinhema, Naviraí, Nova Andradina y Tacuru.

## Historia
La diócesis fue erigida el 1 de junio de 2011 con la bula Summi Nostri del papa Benedicto XVI, obteniendo el territorio de la diócesis de Dourados.

## Estadísticas
De acuerdo al Anuario Pontificio 2020 la diócesis tenía a fines de 2019 un total de 212 100 fieles bautizados.
| Año                                                                             | Población            | Población | Población      | Sacerdotes | Sacerdotes    | Sacerdotes    | Bautizados por sacerdote | Diáconos permanentes | Religiosos | Religiosos | Parroquias |
| Año                                                                             | Bautizados católicos | Total     | % de católicos | Total      | Clero secular | Clero regular | Bautizados por sacerdote | Diáconos permanentes | Varones    | Mujeres    | Parroquias |
| ------------------------------------------------------------------------------- | -------------------- | --------- | -------------- | ---------- | ------------- | ------------- | ------------------------ | -------------------- | ---------- | ---------- | ---------- |
| 2011                                                                            | 197 000              | 267 356   | 73.7           | 27         | 10            | 17            | 7296                     |                      | 17         | 25         | 19         |
| 2012                                                                            | 198 286              | 291 598   | 68.0           | 31         | 12            | 19            | 6396                     | 7                    | 36         | 25         | 20         |
| 2013                                                                            | 199 900              | 294 000   | 68.0           | 32         | 14            | 18            | 6246                     | 9                    | 18         | 20         | 20         |
| 2016                                                                            | 206 844              | 290 666   | 71.2           | 29         | 14            | 15            | 7132                     | 8                    | 16         | 20         | 20         |
| 2019                                                                            | 212 100              | 298 519   | 71.1           | 32         | 17            | 15            | 6628                     | 8                    | 17         | 24         | 20         |
| Fuente: Catholic-Hierarchy, que a su vez toma los datos del Anuario Pontificio. |                      |           |                |            |               |               |                          |                      |            |            |            |

## Episcopologio
- Ettore Dotti, C.S.F., desde el 1 de junio de 2011